# Warsaw (falu, New York)
Warsaw település az Amerikai Egyesült Államok New York államában, Wyoming megyében, melynek megyeszékhelye is. Lakosainak száma 3646 fő (2020. április 1.).

## Népesség
A település népességének változása:
| Lakosok száma | 3814 | 3473 | 3646 |
|               | 2000 | 2010 | 2020 |